# Martin Kent
Martin Kent Andersen (født 22. februar 1967) er en tidligere dansk elitebadmintonspiller og selvstændig erhvervsdrivende. Som badmintonspiller spillede han ti år på Skovshoved Idrætsforenings (SIF) elitedivisionhold og deltog adskillige gange i turneringer som de Danske Mesterskaber, Danish Open, French Open og All England.[kilde mangler]
Kent er den eneste dansker til dato, der har vundet VM i herresingle (2003) for +35 år (en). Han blev i 2010 Dansk mester i herresingle i aldersgruppen +40 år. Kent har endvidere været aktiv bredde- og elitebadmintontræner i over 25 år.

## Titler
- Verdensmester i herresingle +35 i 2003
- Dansk mester i herresingle +40 i 2010